# Asenowec 2006 Asenowgrad
Asenowec 2006 Asenowgrad – bułgarski klub szachowy z siedzibą w Asenowgradzie, mistrz kraju kobiet z 2021 roku.

## Historia
Klub powstał w 2006 roku jako odpowiedź na malejące zainteresowanie szachami w Asenowgradzie. Zawodnikiem klubu był Iwan Czeparinow. W 2021 roku klub uczestniczył w rozgrywkach o mistrzostwo kraju kobiet. Asenowec zdobył wówczas tytuł mistrzowski, kończąc rozgrywki przed Szachem XXI Sofia i Łokomotiwem Płowdiw. W sezonie 2022 zespół nie uczestniczył w rozgrywkach.